# Liponema brevicirrata
Liponema brevicirrata is een zeeanemonensoort uit de familie Liponematidae.
Liponema brevicirrata is voor het eerst wetenschappelijk beschreven door Carlgren in 1928.